# For Tomorrow
"For Tomorrow" é uma canção escrita por Damon Albarn, Graham Coxon, Alex James e Dave Rowntree, gravada pela banda Blur.
É o primeiro single do segundo álbum de estúdio lançado a 10 de Maio de 1993, Modern Life Is Rubbish.